# Rena Mero
Rena Mero Lesnar (nascida Rena Greek, Jacksonville, 8 de agosto de 1967) é uma modelo, atriz e ex-lutadora de wrestling profissional estadunidense. Ela é mais conhecida pela sua passagem pela WWE, caracterizada pela personagem Sable.

## Carreira
Antes de ganhar popularidade no wrestling profissional, Sable trabalhou como modelo para L'Oréal, Pepsi e Guess. Junto com o seu segundo marido, Marc Mero, ela iniciou sua carreira na World Wrestling Federation (WWF) em 1996. Como Sable, ela foi a primeira das Divas da WWE a ganhar popularidade considerável, superior a de seu marido. Após fazer feuds com Jacqueline, Sable foi a segunda WWF Women's Champion após o título ser reativado na WWF. Saiu da WWF em 1999.
Após o seu retorno em 2003, Sable envolveu-se uma enorme storyline com Torrie Wilson. Envolveu-se em outra storyline com Vince McMahon. Foi despedida em 2004 e desde então não luta mais. Foi anunciado o seu divórcio com Marc Mero no fim do mesmo ano.
Fora do wrestling, Mero foi destaque após ser por três vezes cover da Revista Playboy. Ela também aparece em séries de televisão (Pacific Blue) e em filmes (Corky Romano). Casou-se com Brock Lesnar em Janeiro de 2006. A primeira criança é esperada para Junho de 2009.

## Títulos e prêmios
- World Wrestling Federation
  - WWF Women's Championship (1 vez)
  - Slammy Awards 1997

- Revista Playboy
  - Menina Cover (3 vezes)